# シベリア少女鉄道
シベリア少女鉄道（シベリアしょうじょてつどう）は、土屋亮一を代表・作・演出とする、東京の劇団。前半でテキストに伏線をいくつも張りながら、後半に大きな仕掛け(ネタ)を仕込む。定番的もしくは時事的なテレビネタ・マンガネタのパロディを取り入れる。

## 沿革
- 1999年に結成。旗揚公演は2000年6月の「笑ってもいい、と思う」。
- 2006年7月 vol.16「残酷な神が支配する」により、初めて東京以外の場所で公演を行う。
- 2010年より、「シベリア少女鉄道スピリッツ」名義で公演を行なっていたが、番外公演だと勘違いされるため、2014年の本公演より、再度「シベリア少女鉄道」名義に戻し、ナンバリングもされている[1]（スピリッツ名義の4公演がVol.19～22に相当する）。

## 公演
- Vol.1「笑ってもいい、と思う」(2000年6月、アール・コリン)
  - Vol.1'「笑ってもいい、と思う。2003。」(2003年4月、王子小劇場・パルテノン多摩)
- Vol.2「もすこしだけこうしてたいの」(2000年12月、pamplemousse)
- Vol.3「今、僕たちに出来ること。あと、出来ないこと。」(2001年5月、テルプシコール)[2]
  - Vol.3' ＜シベリアクラシックアーカイブス＞『今、僕たちに出来る事。あと、出来ない事。from 2001 to 2018 。』(2018年5月、赤坂REDシアター)
- Vol.4「栄冠は君に輝く」(2001年10月、タイニイアリス)
- Vol.5「耳をすませば」(2002年3月、王子小劇場)
- Vol.6「デジャ・ヴュ」(2002年9月、王子小劇場)
- Vol.7「遥か遠く同じ空の下で君に贈る声援」(2003年1月、王子小劇場)
  - Vol.7' シベリア新喜劇「遙か遠く同じ空の下で君に贈る声援 2013」(2013年6月、王子小劇場)
- Vol.8「二十四の瞳」(2003年9月、三鷹市芸術文化センター)
- Vol.9「ウォッチ・ミー・イフ・ユー・キャン」(2004年1月、下北沢駅前劇場)
- Vol.10「天までとどけ」(2004年5月、THEATER/TOPS)
- Vol.11「VR」(2004年10月、下北沢駅前劇場)
- Vol.12「アパートの窓割ります」(2005年2月、THEATER/TOPS)
- Vol.13「笑顔の行方」(2005年5月、紀伊國屋サザンシアター)
- Vol.14「スラムダンク」(2005年10月、シアターサンモール)
- Vol.15「ここでキスして。」(2006年3月、紀伊國屋サザンシアター)
- Vol.16「残酷な神が支配する」(2006年7月、吉祥寺シアター・精華小劇場)
- Vol.16.1「ニホンゴチョットワカリマス」(2006年10月、アサヒ・アートスクエア)
- Vol.16.5「のだぬカンタービレ」(2006年12月、フジテレビ本社ビル メディアタワー マルチシアター)
- Vol.17「永遠かもしれない」(2007年5月、シアターグリーン)
- Vol.18「俺たちに他意はない」(2007年12月、赤坂REDシアター)
- シベリア少女鉄道スピリッツ（Vol.19～22に相当）
  - 「キミ☆コレ～ワン・サイド・ラバーズ・トリビュート」(2010年1月、タイニイアリス)
  - 「もう一度、この手に」(2011年1月、王子小劇場)
  - 「太陽は僕の敵」(2012年1月、座・高円寺1)
  - 「ステップアップ」(2012年10月、赤坂REDシアター)
- Vol.23「あのっ、先輩…ちょっとお話が……ダメ！だってこんなのって…迷惑ですよね？」(2014年4月、座・高円寺1)
- Vol.24「ほのぼの村のなかよしマーチ」(2014年10月、新宿シアターブラッツ)
- Vol.25「この流れバスター」(2015年4月、吉祥寺シアター)
- Vol.26「Are you ready? Yes,I am.」(2015年11月、下北沢駅前劇場)
- Vol.27「君がくれたラブストーリー」(2016年6月、赤坂REDシアター)
  - シベリアクラシックアーカイブス「君がくれたラブストーリー2024」(2024年10月-11月、赤坂REDシアター／11月-12月、三重県文化会館 小ホール)
- Vol.28「たとえば君がそれを愛と呼ぶなら、僕はまた一つ罪を犯す。」(2017年5月、赤坂REDシアター)
- Vol.29「残雪の轍/キャンディポップベリージャム」(2017年12月、サンシャイン劇場)
- Vol.30「いつかそのアレをキメるタイム」(2019年2月、赤坂REDシアター)
- Vol.31「ココニイルアンドレスポンス」(2019年7月、新宿シアターブラッツ)
- Vol.32「ビギンズリターンズアンドライジングフォーエヴァー」(2020年2月、池袋シアターグリーン BIG TREE THEATER)
- Vol.33「メモリー×メモリー」(2020年12月、赤坂 草月ホール)
- Vol.34「どうやらこれ、恋が始まっている」(2022年4月、俳優座劇場)
- Vol.35「アイ・アム・ア・ストーリー」(2022年10月、恵比寿シアター・アルファ東京)
- Vol.36「当然の結末」(2023年6月、六本木 俳優座劇場)
- Vol.37「持続可能彼女」(2023年12月、シアターサンモール)
- Vol.38「ギフト オア アライブ ～ふれあい夏祭り～』」(2025年7月、吉祥寺シアター)

## その他
- 「さよならシベリア少女鉄道」(2003年5月、大塚ジェルスホール)
  - Vol.1～7のビデオ上映会
- Vol.18
  - 01「How Are You?」(2008年4月21日、フジテレビ『〜ジョーデキ!POP COMPANY〜POP屋』内)
  - 02「翼をください」(2008年6月30日、フジテレビ『〜ジョーデキ!POP COMPANY〜POP屋』内)
- リクエストアワー2000-2013「見逃した君たちに」(2013年4月、タイニイアリス)
  - 過去公演から選抜された8公演のビデオ上映会
- 『君がくれたラブストーリー2024』東京凱旋"だいたい原寸大"見逃し上映会(2025年1月、赤坂REDシアター)